# Maurène Trégouët
Maurène Trégouët (Ploërmel, 28 februari 2004) is een Frans wielrenster.

## Carrière

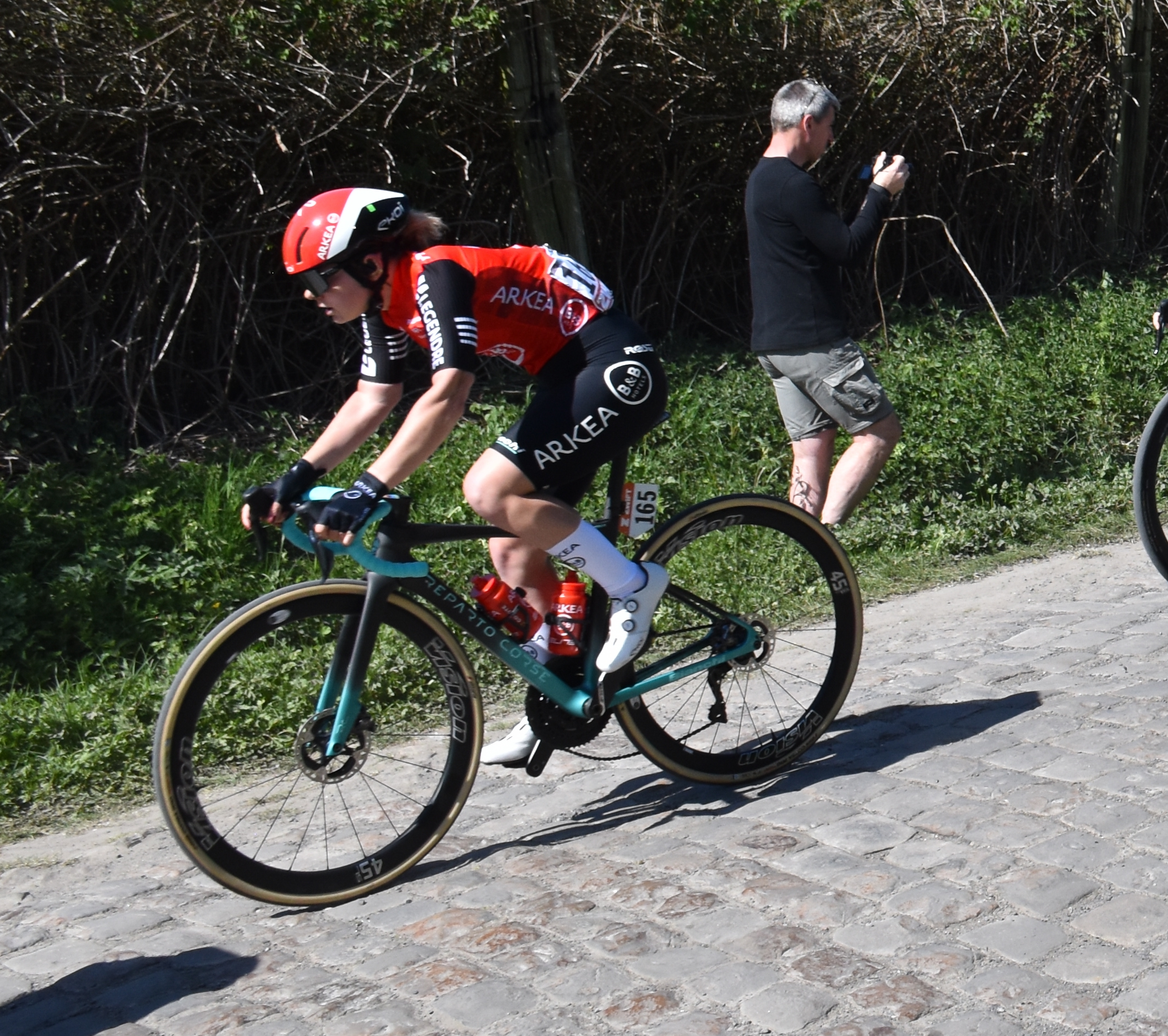
Trégouët in Parijs-Roubaix in 2025.

Na een stageperiode tekende Trégouët voor het seizoen 2023 een contract bij Arkéa Pro Cycling Team. In haar eerste seizoen bij de ploeg nam ze deel aan onder meer de Scheldeprijs en Parijs-Roubaix. In juli 2024 bleef enkel haar ploeggenote Michaela Drummond haar voor in de openingsetappe van de Ronde van Portugal. Een jaar later stond ze voor het eerst aan de start van de Ronde van Frankrijk. Na negen etappes eindigde ze op plek 122 in het klassement.

## Resultaten in voornaamste wedstrijden
| Jaar | Ronde van Italië | Ronde van Frankrijk | Ronde van Spanje |
| ---- | ---------------- | ------------------- | ---------------- |
| 2023 |                  |                     |                  |
| 2024 |                  |                     |                  |
| 2025 |                  | 122e                | 109e             |

| Jaar | Parijs-Roubaix |
| ---- | -------------- |
| 2023 | opgave         |
| 2024 | opgave         |
| 2025 | 67e            |

## Ploegen
- 2022 –  Arkéa Pro Cycling Team (stagiaire vanaf 1 augustus)
- 2023 –  Arkéa Pro Cycling Team
- 2024 –  Arkéa-B&B Hotels
- 2025 –  Arkéa-B&B Hotels